# Elie Farah
Elie Farah (* 27. Dezember 1909 in Kafar Berhem; † 22. Juli 2003) war ein libanesischer Geistlicher und von 1954 bis 1986 Erzbischof von Zypern der Maroniten auf Zypern.

## Leben
Elie Farah empfing am 9. April 1935 das Sakrament der Priesterweihe. 1954 wurde er von Papst Pius XII. zum Erzbischof der Erzeparchie Zypern ernannt und war damit Oberhaupt der maronitischen Erzdiözese mit Sitz in Nikosia. Die Bischofsweihe spendete ihm am 26. September 1954 der damalige Erzbischof von Tyros Pierre-Paul Méouchi, ab 1955 Patriarch von Antiochia der Maroniten; Mitkonsekratoren waren der Erzbischof von Kairo Pietro Dib und der Erzbischof von Beirut Ignace Ziadé, Erzbischof von Antélias der Maroniten im Libanon.
Farah nahm an der ersten, zweiten und vierten Sitzungsperiode des Zweiten Vatikanischen Konzils teil. 1986 wurde seinem altersbedingten Rücktrittsgesuch von Johannes Paul II. stattgegeben.